# Taràssov
Taràssov (en rus: Тарасов) és un poble (un khútor) de l'óblast de Rostov, a Rússia, segons el cens del 2010 tenia 80 habitants, pertany al municipi de Kàmixevka.